# 三齿麂眼螺
三齿麂眼螺（学名：Zebina tridentata），是中腹足目麂眼螺科Zebina的一种。其种加词“tridentata”来源于拉丁文“tri-”和“dentatus”，意为“三”和“齿状”。主要分布于越南、中国大陆、台湾，常栖息在潮间带岩礁、潮下带。